# Ardito
Ardito is een historisch Italiaans motorfietsmerk.
De bedrijfnaam was Soc. Ind. Mec. SIMES, Stradella, Pavia.
In 1952 begon de firma SIMES in Pavia met de productie van 48cc-bromfietsen en lichte 125cc-motorfietsen onder de merknaam "Ardito". Onder dezelfde naam werden ook 49- en 73cc-hulpmotoren voor fietsen geleverd. In 1953 volgde een sportieve 100cc-motorfiets met een tweetaktmotor, maar ook een 175cc-viertakt en een kleine 49cc-scooter. In 1954 werd de productie beëindigd.